# Strażnica WOP Janów

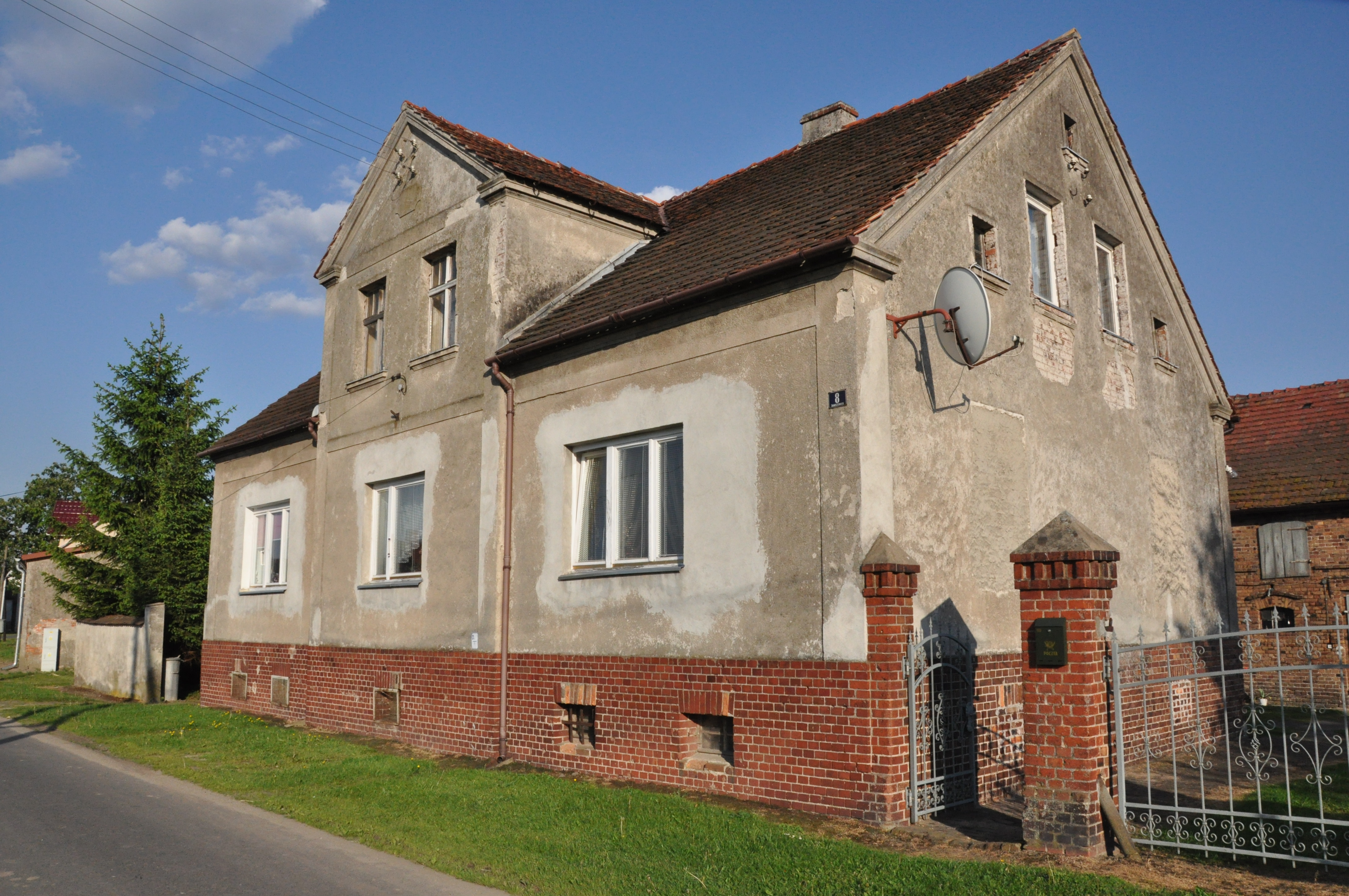
Była strażnica WOP w Janowie

Strażnica WOP Strzegów/Janów – podstawowy pododdział graniczny Wojsk Ochrony Pogranicza pełniący służbę ochronną na granicy polsko-niemieckiej.

## Formowanie i zmiany organizacyjne
Strażnica została sformowana w 1945 w strukturze 6 komenda odcinka jako 26 strażnica WOP (Melen) o stanie 56 żołnierzy. Kierownictwo strażnicy stanowili: komendant strażnicy, zastępca komendanta do spraw polityczno-wychowawczych i zastępca do spraw zwiadu. Strażnica składała się z dwóch drużyn strzeleckich, drużyny fizylierów, drużyny łączności i gospodarczej. Etat przewidywał także instruktora do tresury psów służbowych oraz instruktora sanitarnego. W 1946 przeniesiono strażnicę ze Strzegowa do Janowa.
W 1947 rozwiązano 6 komendanturę odcinka Koło i jej 26 i 29 strażnicę. Pozostałe strażnice przejął zreformowany 7 odcinek w Gubinie.

## Ochrona granicy
Strażnice sąsiednie:
25 strażnica WOP Zasieki⇔27 strażnica WOP Późno - w 1946
25 strażnica WOP Zasieki⇔27 strażnica WOP Strzegów - w 1947

## Komendanci strażnicy
- ppor. Stanisław Rabiej[c]
- por. Tadeusz Olbrycht[d] (19.12.45–1946)
- ppor. Józef Domżalski (1946–do rozwiązania)